# Liste der Mitglieder der Deutschen Akademie der Naturforscher Leopoldina/1654
Die Liste der Mitglieder der Deutschen Akademie der Naturforscher Leopoldina für 1654 enthält alle Personen, die im Jahr 1654 zum Mitglied ernannt wurden. Insgesamt gab es ein neu gewähltes Mitglied.

## Mitglieder
| Nr. | Name                     | Beiname | Geboren | Aufnahme | Gestorben | Bild |
| --- | ------------------------ | ------- | ------- | -------- | --------- | ---- |
| 14  | Nikolaus Balthasar Mertz |         |         | 30. Dez. |           |      |